# Михайло Найдан
Михайло Найдан (1952, Нью-Джерсі, США, Michael M. Naydan) — перекладач, письменник, професор славістики в Університеті штату Пенсильванія. Перекладає на англійську з української, російської та румунської мов.
З української на англійську мову Найдан переклав книги визначних українських письменників Павла Тичини, Богдана-Ігора Антонича, Максима Рильського, Ліни Костенко, Юрія Винничука, Юрія Андруховича, Віктора Неборака, Марії Матіос тощо. Багато його перекладів творів українських літераторів увійшли в різноманітні англомовні антології української літератури.
З російської на англійську мову Найдан переклав твори Марини Цвєтаєвої, Ігора Клеха, Ольги Седакової тощо.

## Біографія
Батьки Михайла Найдана походять з Галичини.
Освіту здобув в Америці. Зокрема, отримав ступінь бакалавра (1973) та магістра мистецтва (1975) з російської філології в Американському університеті. Отримав ступінь магістра філософії (1980) та згодом і ступінь PhD (1984) за спеціальністю «російська література» в Колумбійському університеті. Тема PhD дисертації — «Використання часу у композиціях книги Марії Цвєтаєвої „Послє Росії“».
Після закінчення навчання викладав у Єльському (1982–1986), Ратґерському (1986–1988) університетах та Пенсильванському державному університеті (від 1988). Був президентом Американської асоціації українознавства.

## Найвизначніші нагороди
- Перекладацька премія ім. Юджина Кейдена за переклади віршів Аттили Могильного
- Заслужений професор україністики ім. родини Воскобійників
- Премія Дмитра Нитченка за популяризацію української культури за кордоном
- Три премії від Американської асоціації українських студій за переклади для книги From Three Worlds: New Writing from Ukraine (1997), Юрія Андруховича (2006), Богдана-Ігора Антонича (2008)

## Книги
Українською
- Михайло Найдан. Сім знаків Лева. Переклад з англійської: Мар'яна Прокопович. Львів: Піраміда. 2017. 288 стор. ISBN 978-966-441-466-8 (Приватна колекція)
- Михайло Найдан. Від Гоголя до Андруховича: літературознавчі ессеї. Переклад з англійської: Микола Рябчук та інші. Львів: Піраміда. 2017. 224 стор. ISBN 978-966-441-468-2 (Приватна колекція)